# Piazza Colombo

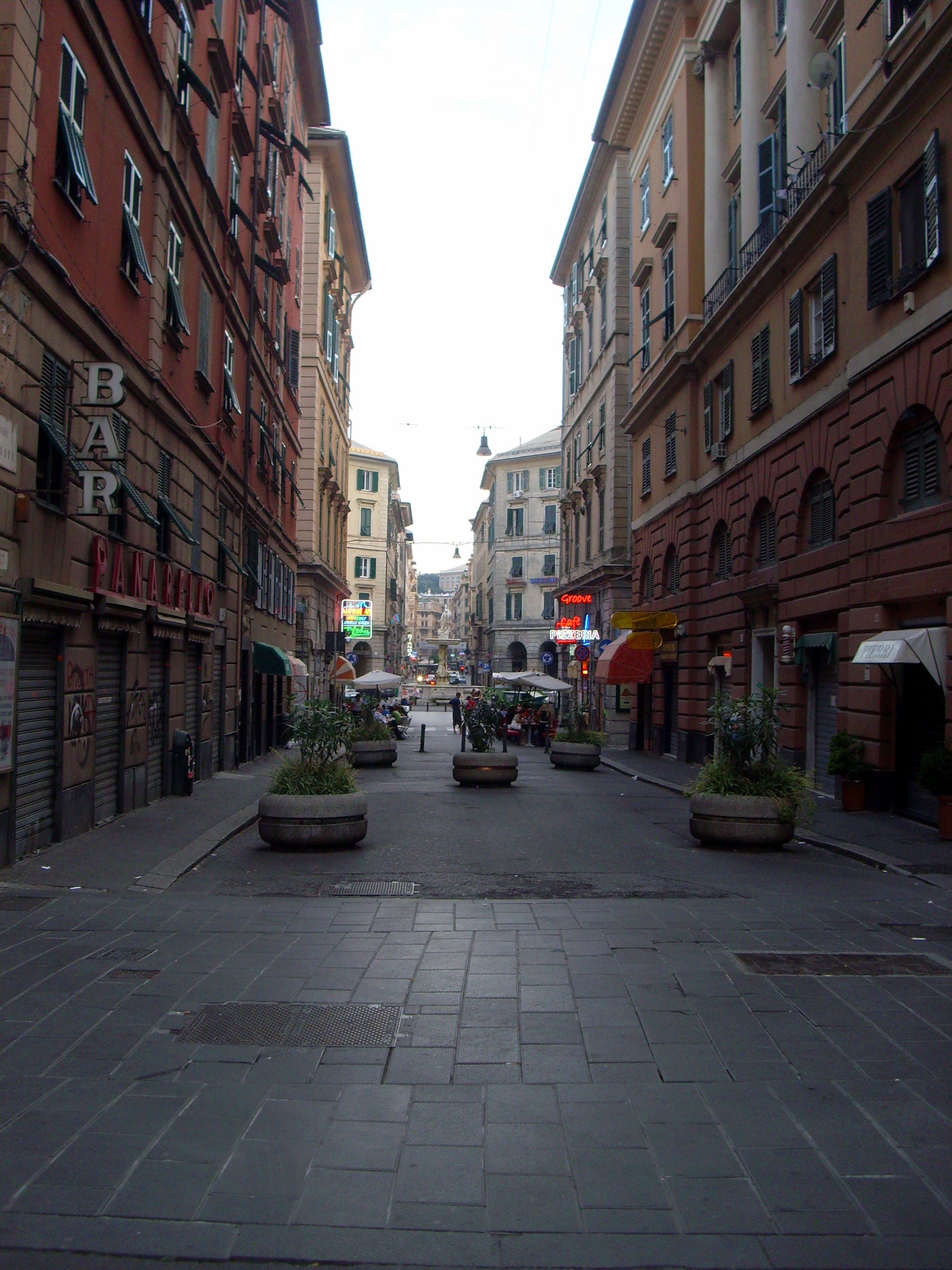
Piazza Colombo vista da via Galata

Piazza Colombo è una piazza centrale di Genova, tra le più frequentate e grandi del capoluogo ligure. Si trova nell'antico sestiere di San Vincenzo. È stata intitolata in onore del navigatore genovese Cristoforo Colombo.

## Descrizione
Un tempo adibita per la coltivazione di orti, Piazza Colombo è diventata parte delle vie dello shopping genovese. La sua caratteristica principale è la forma ottagonale dovuta alla sua costruzione sull'intersezione delle vie Colombo e Galata. 
La piazza è arricchita con eleganti portici che ospitano molti negozi e le tipiche bancarelle di libri e dischi usati. Nelle sue vicinanze si trovano la famosa via XX Settembre e il Mercato Orientale.
Nel 2024, è stato ipotizzato dall'allora sindaco Marco Bucci una pedonalizzazione della piazza per preservarne la sua bellezza.

## Storia

### Costruzione della piazza
Piazza Colombo rientrava nel progetto di ampliamento urbanistico della città al di fuori dei suoi confini medievali; infatti, a inizio '800 Genova sperimentava una forte espansione ed era prevista la costruzione di abitazioni per le famiglie che risiedevano nelle zone destinate alla demolizione.
Perciò, nel 1825 fu incaricato l'architetto Carlo Barabino per la progettazione dei nuovi spazi urbanistici, tra cui la stessa piazza. Tuttavia, egli non poté mai vedere finito il suo progetto, poiché morì nel 1835. Prese il suo posto il suo allievo Giovanni Battista Resasco che completò l'opera, costruendo a ridosso delle antiche mura palazzi destinati all'alta borghesia che tutt'ora caratterizzano il luogo.

### La Fontana del Genio Marino

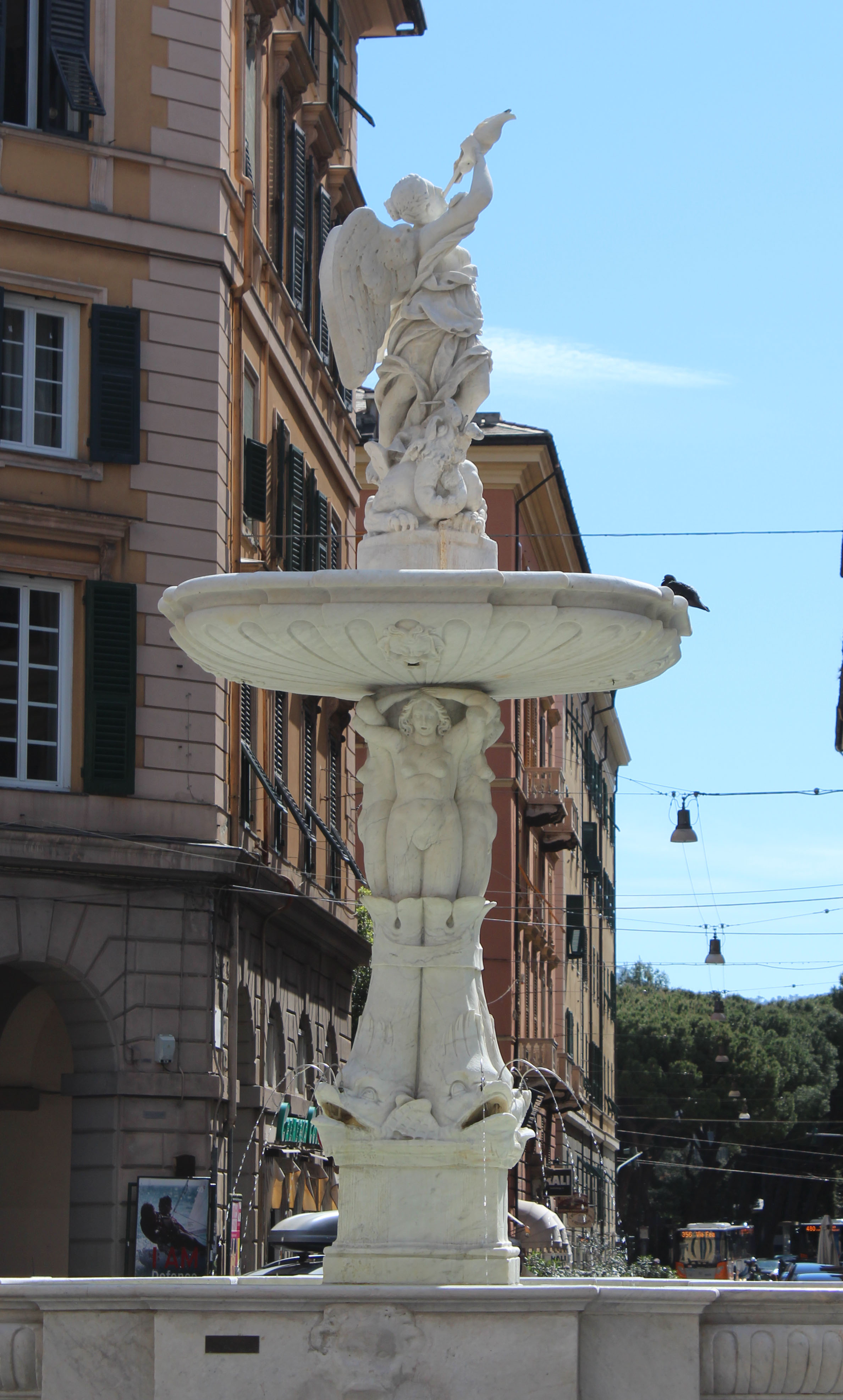
Particolare della fontana

La peculiarità della piazza è una fontana seicentesca di marmo in stile barocco nota come Fontana del Genio Marino, la cui storia è particolare. In origine, la sua destinazione era il Ponte Reale, un molo cinquecentesco che collegava Palazzo Reale e il porto antico, demolito nel 1963 a causa dei lavori per la costruzione della sopraelevata.
La fontana fu commissionata nel 1643 dai facoltosi membri dei Protettori delle Compere del Banco di San Giorgio con lo scopo di rifornire di acqua le navi attraccate al porto, ma anche per uso decorativo.
Vi sono fonti discordanti sulla paternità del progetto: alcuni riferimenti la attribuiscono agli Aicardi (padre e figlio), altri tendono ad assegnarla al pittore Ottavio Corradi e all'architetto Pietro Antonio Corradi. Viene citato anche l'architetto Giovanni Battista Garrè che avrebbe collaborato con il Corradi architetto al progetto.
La sua realizzazione avvenne nel 1646 a opera dell'architetto Giovanni Battista Orsolino che aggiunse i quattro delfini capovolti, e l'anno successivo, una volta terminata la costruzione del nuovo acquedotto, la fontana fu fornita di un getto più potente per meglio soddisfare le richieste delle navi. 
Successivamente, nel 1673, per mano di Jacopo Garvo, sulla coppa della fontana fu posta una fama alata o genio alato che suona un nicchio marino, da qui il nome della fontana. Viene anche chiamata comunemente "il Barchile" (dal genovese "barchì") poiché si indicavano così le fontane con una vasca o conca per raccogliere acqua.
A causa della aumentata viabilità nel porto, nel 1861 la fontana è stata trasferita nella sua posizione attuale con lo scopo di abbeverare i cavalli che trainavano carri di merci.